# 감투섬
감투섬은 경기도 화성시 서신면 백미리에 속하는 섬으로, 미등록도서이다. 섬이 머리에 쓰는 감투 모양이어서 이름이 붙여졌다고 한다.

## 지리
서쪽 해안에 해식애가 형성되어 있다. 섬을 이루는 암석은 운모편암이다. 2008년의 조사에서 식물은 총 8종이 확인되었으며, 사철쑥과 대나물의 군락이 주를 이룬다. 무척추동물은 총알고둥·갈고둥·고랑따개비가 우점종이며, 해조류는 발견되지 않았다.